# Kirchen und Judentum nach 1945

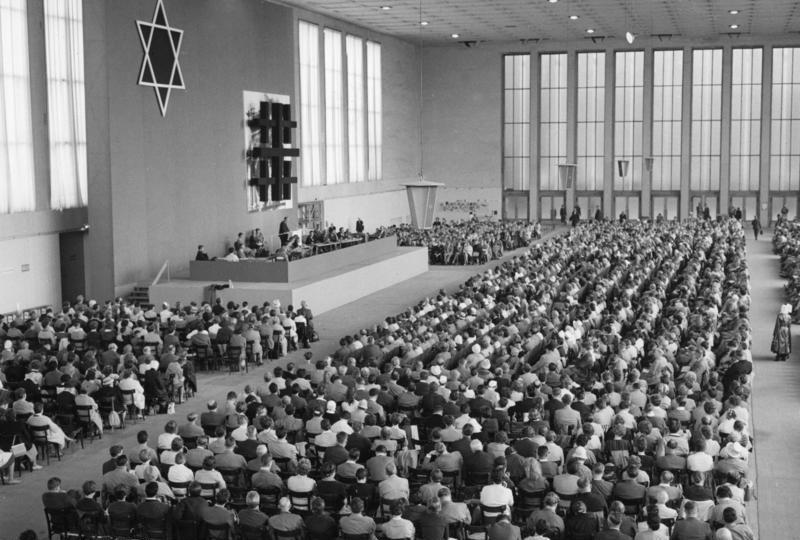
Arbeitsgruppe „Juden und Christen“ in der Messehalle am Funkturm im Rahmen des 10. evangelischen Kirchentags in West-Berlin am 21. Juli 1961

Das Verhältnis der deutschen Kirchen zum Judentum hat seit dem Holocaust allmählich eine grundlegende Erneuerung erfahren. Dabei hat die Erforschung und Überwindung von dessen Ursachen Vorrang, vor allem des christlichen Antijudaismus als Wurzel des Antisemitismus.
Entscheidende Anstöße zu einer Vergangenheitsbewältigung gab in der EKD der jüdisch-christliche Dialog seit etwa 1960, in der römisch-katholischen Kirche der erste Besuch eines Papstes in Israel 1964 und das Zweite Vatikanische Konzil.
Die Erneuerung der kirchlichen Beziehungen zum Judentum vollzog sich in fünf Hauptbereichen: Diakonie als Hilfe für Opfer der Judenverfolgung des NS-Regimes, Entnazifizierung der eigenen Mitarbeiterschar, Schuldbekenntnisse und Erklärungen zur Erneuerung der christlich-jüdischen Beziehungen, einer Revision der Judenmission sowie Begegnungen und gemeinsamen Projekten mit Vertretern des Judentums im jüdisch-christlichen Dialog.

## Hilfen für Verfolgte der NS-Zeit
Nach Kriegsende 1945 ließ sich die Versorgung der deutschen Bevölkerung in weiten Teilen des Reichs nur noch mit strenger Lebensmittelrationierung aufrechterhalten. Dies betraf besonders etwa 290.000 meist osteuropäische Überlebende des Holocaust, die als sogenannte Displaced Persons (Entwurzelte, Heimatlose) in etwa 60 Lagern im Reichsgebiet untergebracht waren und großenteils so bald wie möglich aus Deutschland ausreisen wollten. Ihre Auswanderung war durch Geldmangel und restriktive Einreisegesetze in den USA, Palästina und Großbritannien erschwert. In den Lagern herrschten katastrophale Zustände, so dass in den ersten Nachkriegsjahren nochmals Tausende u. a. an Tuberkulose starben.
Ihnen halfen anfangs nur jüdische Organisationen wie die Jewish Agency for Israel und eine Flüchtlingsorganisation der UNO, vor allem aber der Joint aus den USA. Diese Gruppe sammelte und verteilte hochwertige Nahrungsmittel, Kleider und tägliche Gebrauchsartikel, vor allem für Mütter und Kleinkinder. In den Lagern wurden Schulen, Werkstätten, Theater eingerichtet, Journalisten, Lehrer und Landwirte ausgebildet, um in Israel – dem meistgewünschten Zielland – bessere Startchancen zu haben.
In der Evangelischen Kirche nahmen sich nach 1945 nur drei Personen der Probleme der ehemaligen Rasseverfolgten an: der Stuttgarter Vikar Fritz Majer-Leonhard, der in der NS-Zeit als „Mischling“ eingestuft worden war, der Dekan Hermann Maas in Heidelberg und der ehemalige Leiter des Hilfsbüros der Bekennenden Kirche für Judenchristen, Heinrich Grüber. Er hatte wie Maas das Konzentrationslager der Nationalsozialisten überlebt.

## Evangelische Kirchen in Deutschland

### Stuttgarter Schuldbekenntnis 1945
Im Oktober 1945 versuchte das Stuttgarter Schuldbekenntnis erstmals im evangelischen Raum, eigene Mitschuld an den Verbrechen des Deutschen Reiches zu benennen. Der von Martin Niemöller eingefügte Kernsatz lautete:

„Durch uns ist unendliches Leid über Länder und Völker gebracht worden...“

Darin kamen weder die Juden noch der besondere christliche Antijudaismus vor. Kritisiert wurde an der Erklärung vor allem, dass sie für die evangelische Kirche pauschal einen ungenügenden Widerstand gegen das NS-Regime formulierte:

„Wohl haben wir lange Jahre hindurch im Namen Jesu Christi gegen den Geist gekämpft, der im nationalsozialistischen Gewaltregiment seinen furchtbaren Ausdruck gefunden hat; aber wir klagen uns an, daß wir nicht mutiger bekannt, nicht treuer gebetet, nicht fröhlicher geglaubt und nicht brennender geliebt haben.“

### Darmstädter Wort 1947
1947 benannte der noch bestehende Bruderrat der Bekennenden Kirche mit dem Darmstädter Wort die Ursachen des Nationalsozialismus in der Geschichte Deutschlands und die Irrwege der Kirchen konkreter, um damit Tendenzen zur Restauration in der EKD und in Westdeutschland zu begegnen:

„Das Bündnis der Kirche mit den konservativen Mächten hat furchtbare Folgen gezeitigt. Wir haben die christliche Freiheit preisgegeben, Lebensformen zu ändern, wenn das Leben der Menschen solche Wandlungen erfordert. Wir haben das Recht zur Revolution abgelehnt, aber die Entwicklung zur schrankenlosen Diktatur gutgeheißen.“

Trotz dieser in der Nachkriegszeit einzigartigen Einsicht unterblieb auch hier jeder Hinweis auf konkrete kirchliche Schuld gegenüber dem Judentum. Dies erstaunt umso mehr, als die Autoren des Darmstädter Worts, Hans Joachim Iwand und Karl Barth, enge Freunde und theologische Wegbegleiter von Dietrich Bonhoeffer waren. Für diesen war die Barmer Theologische Erklärung Verpflichtung, als Kirche der staatlichen Judenverfolgung insgesamt zu widerstehen. Deshalb nahm er als Christ an Planungen zur Ermordung Adolf Hitlers teil.

### „Wort zur Judenfrage“ 1948
Dem „Wort zur Judenfrage“ des Reichsbruderrats vom April 1948 gingen etliche Vorstöße zu einem radikalen Schuldbekenntnis gegenüber den Juden und intensive theologische Vorarbeiten voraus. Besonders heftig umstritten war die Frage der Judenmission. Ergebnis der Diskussionen waren sechs theologische Sätze, denen das grundlegende Bekenntnis zum Judesein Jesu vorangestellt war: Er sei „ein Glied des durch Gottes Erwählung geschaffenen Volkes Israel.“

„1. Indem Gottes Sohn als Jude geboren wurde, hat die Erwählung und Bestimmung Israels ihre Erfüllung gefunden...

2. Indem Israel den Messias kreuzigte, hat es seine Erwählung und Bestimmung verworfen. Darin ist zugleich der Widerspruch aller Menschen und Völker gegen den Christus Gottes Ereignis geworden. Wir sind alle am Kreuz Christi mitschuldig. Darum ist es der Kirche verwehrt, den Juden als den allein am Kreuze Christi schuldigen zu brandmarken.

3. Die Erwählung Israels ist durch und seit Christus auf die Kirche aus allen Völkern, aus Juden und Heiden, übergegangen. Die Christen aus Juden und Heiden sind Glieder des Leibes Christi und untereinander Brüder. Es ist der Kirche verwehrt, Judenchristen und Heidenchristen voneinander zu scheiden. Zugleich wartet die Gemeinde aber darauf, dass die irrenden Kinder Israels den ihnen von Gott vorenthaltenen Platz wieder einnehmen.

4. Gottes Treue lässt Israel, auch in seiner Untreue und in seiner Verwerfung, nicht los. Christus ist auch für das Volk Israel gekreuzigt und auferstanden. Das ist die Hoffnung für Israel nach Golgatha. Dass Gottes Gericht (Israel) in der Verwerfung bis heute nachfolgt, ist Zeichen seiner Langmut...

5. Israel unter dem Gericht ist die unauflösbare Bestätigung der Wahrheit, Wirklichkeit des göttlichen Wortes und die stete Warnung Gottes an seine Gemeinde. Dass Gott nicht mit sich spotten lässt, ist die stumme Predigt des jüdischen Schicksals, uns zur Warnung, den Juden zur Mahnung, ob sie sich nicht bekehren möchten zu dem, bei dem allein auch ihr Heil steht.

6. Weil die Kirche im Juden den irrenden und doch für Christus bestimmten Bruder erkennt, den sie liebt und ruft, ist es ihr verwehrt, die Judenfrage als rassisches oder völkisches Problem zu sehen...“

In diesen Sätzen lehnten die Vertreter der Bekennenden Kirche eine besondere Schuld des jüdischen Volkes am Tod Jesu ab, hielten aber an den Hauptmerkmalen der konfessionsübergreifenden, besonders im Luthertum verankerten Substitutionstheologie fest: Weil Gott nur in Jesus, dem Juden, erschienen sei und sein Volk ihn abgelehnt und getötet habe, habe es sich selbst vom Heil ausgeschlossen. Seine Erwählung sei an die Kirche aus Juden- und Heidenchristen übergegangen. Das historische Schicksal der Juden wurde gedeutet als Gottes Gericht und „Zeichen seiner Langmut“, auf dass sein Volk sich doch noch zu Christus bekehre. Seine einzige Zukunft lag demnach weiterhin in der Kirche, die Bekehrung anmahnt und sich ungebrochen zur Judenmission berufen fühlte.
Einige Sätze der Erklärung drückten eine konkrete Schuldanerkennung aus. Im ersten Teil, der über historische Gründe für das weitgehende Schweigen der Christen 1938 bis 1945 reflektierte, hieß es:

„Wir sind betrübt über das, was in der Vergangenheit geschah, und darüber, dass wir kein gemeinsames Wort dazu gesagt haben.“

Im Anschluss hieß es:

„Man wollte die Fortdauer der Verheißung über Israel nicht mehr glauben, verkündigen und im Verhalten zu den Juden erweisen. Damit haben wir Christen die Hand geboten zu all dem Unrecht und dem Leid, das unter uns an Israel geschah.“

Der dritte Teil wandte sich als Aufruf an Pastoren und Gemeinden.
Er betonte die geheimnisvolle Verbundenheit zwischen Israel und der Kirche, warnte vor allem Antisemitismus und mahnte:

„Richtet gegenüber Israel mit besonderer Sorgfalt und mit vermehrtem Eifer das Zeugnis des Glaubens und die Zeichen eurer Liebe auf.“

Bei der verfassunggebenden Kirchenversammlung der EKD im November 1948 wurde daraufhin beantragt, folgenden Satz in die Grundordnung aufzunehmen:

„Die EKD weiß um ihre Schuld und ihre missionarische Verantwortung gegenüber dem Volke Israel.“

Der Antrag wurde aus theologischen und verfassungsrechtlichen Gründen zurückgezogen, die Frage der Judenmission wurde weiteren Beratungen aufgegeben.

### Erklärung der EKD-Synode zur „Schuld an Israel“, Berlin-Weißensee 1950
Die Synode vom 23. bis 27. April 1950 stand unter dem Thema „Was kann die Kirche für den Frieden tun?“ Eine Debatte über das Verhältnis zum Judentum war nicht vorgesehen. Der Rat der EKD hatte zwar viele Anfragen und Vorschläge dazu erhalten, diese aber nicht beantwortet.
Im Vorfeld kam es zu antisemitischen Tumulten beim Prozess gegen Veit Harlan, den Regisseur des NS-Propagandafilms Jud Süß, sowie zu Grabschändungen auf jüdischen Friedhöfen. Bundeskanzler Konrad Adenauer bedauerte diese Vorfälle und betonte in der Presse, „dass wir als Deutsche und als Christen verpflichtet sind, das Unrecht, das an den Juden begangen worden ist, nach Kräften wiedergutzumachen und allen solchen Ausschreitungen mit Schärfe entgegenzutreten.“ Auch Bundesinnenminister Gustav Heinemann, der Präses der EKD-Synode war, missbilligte die Vorfälle am 15. April im Rundfunk und erklärte, an den Juden seien „solch ungeheure Untaten und Verbrechen begangen worden, dass wir allesamt wahrlich nur einen Anlass hätten, nämlich uns der ganzen Tragweite dessen, was in unserem Namen geschah, vor Gott und den Menschen zutiefst bewusst zu werden und uns alle zur Umkehr rufen zu lassen.“ Diese Rede lag den Synodalen schriftlich vor.
Daraufhin entwarf Heinrich Vogel spontan das „Wort zur Judenfrage“ in acht Punkten, das am 27. April beraten und mit einigen Änderungen angenommen wurde:

„»Gott hat alle beschlossen unter den Unglauben, auf dass er sich aller erbarme.« Röm. 11,32

1. Wir glauben an den Herrn und Heiland, der als Mensch aus dem Volk Israel stammt.

2. Wir bekennen uns zu der Kirche, die aus Judenchristen und Heidenchristen zu einem Leib zusammengefügt ist und deren Friede Jesus Christus ist.

3. Wir glauben, daß Gottes Verheißung über dem von ihm erwählten Volk Israel auch nach der Kreuzigung Jesu Christi in Kraft geblieben ist.

4. Wir sprechen es aus, daß wir durch Unterlassen und Schweigen vor dem Gott der Barmherzigkeit mitschuldig geworden sind an dem Frevel, der durch Menschen unseres Volkes an den Juden begangen worden ist.

5. Wir warnen alle Christen, das, was über uns Deutsche als Gericht Gottes gekommen ist, aufrechnen zu wollen gegen das, was wir an den Juden getan haben; denn im Gericht sucht Gottes Gnade den Bußfertigen.

6. Wir bitten alle Christen, sich von jedem Antisemitismus loszusagen und ihm, wo er sich neu regt, mit Ernst zu widerstehen und den Juden und Judenchristen in brüderlichem Geist zu begegnen.

7. Wir bitten die christlichen Gemeinden, jüdische Friedhöfe innerhalb ihres Bereiches, sofern sie unbetreut sind, in ihren Schutz zu nehmen.

8. Wir bitten den Gott der Barmherzigkeit, daß er den Tag der Vollendung heraufführe, an dem wir mit dem geretteten Israel den Sieg Jesu Christi rühmen werden.“

Damit war die EKD nunmehr abgerückt von der „Verwerfung“ und „Verfluchung“ des Volkes Israel. Sie bekannte erstmals – wenn auch noch leicht verklausuliert – ihre Mitschuld am Holocaust, lehnte das Aufrechnen ab und verpflichtete alle Christen zum Widerstand gegen jeden Antisemitismus. Dies wurde als konkreter Schutz für jüdische Friedhöfe in vielen Kommunen danach auch realisiert. Dass der Terminus Judenfrage selber aus dem antisemitischen Wortschatz stammte, wurde damals noch niemandem bewusst.
Die Einsicht, dass jeder kirchliche Beitrag zum Frieden das Bekenntnis und die Aufarbeitung der eigenen Mitschuld am Holocaust voraussetzt, blieb in allen folgenden Anläufen zur Erneuerung des Verhältnisses zum Judentum präsent. Bei den Beratungen wurden aber auch Widerstände deutlich. Punkt 4 lautete in Vogels Entwurf zunächst: „Wir bekennen uns zu der Schuld der Deutschen am Massenmord an den Juden...“ Dies lehnten einige Synodalen ab, da man nicht für andere Schuld bekennen könne, kein „Generalurteil“ fällen und nichts anerkennen dürfe, was eventuell zu „materiellen Folgerungen“ (Reparationen) führe. Daraufhin ersetzte die Schlussfassung die „Deutschen“ durch „Menschen unseres Volkes“, „Massenmord“ durch „Frevel“ und „Schuld“ durch „Mitschuld“.

### Erste EKD-Studie zum Verhältnis von Christen und Juden 1975
1967 berief der Rat der EKD die Studienkommission „Kirche und Judentum“, um unterschiedliche Auffassungen unter evangelischen Christen über ihre Haltung gegenüber dem Judentum zu klären. Daraus entstand die erste Studie „Christen und Juden“ von 1975. Sie zeigt die gemeinsamen Wurzeln von Juden und Christen in ihrem Glauben und Leben in der biblischen Überlieferung des Volkes Israel (Teil 1). Teil 2 führt aus, wie die Wege von Christen und Juden immer weiter auseinandergegangen sind. Teil 3 beschreibt die heutige Lage der Juden und welche Möglichkeiten der Begegnung und der gemeinsamen Verantwortung zwischen Juden und Christen sich bieten. Diese Studie erklärt, dass damit ein „weiterführendes Gespräch und vertiefendes Nachdenken“ ermöglicht werden soll, aber bei weitem nicht alle Fragen geklärt sind. „Dazu ist das Thema zu vielschichtig und von einer langen Tradition her zu sehr belastet.“

### Rheinischer Synodalbeschluss 1980
Der „Synodalbeschluß zur Erneuerung des Verhältnisses von Christen und Juden“ der Landessynode der Evangelischen Kirche im Rheinland von 11. Januar 1980 beschloss unter dem Leitwort „Nicht du trägst die Wurzel, sondern die Wurzel trägt dich“ (Römer 11,18b) unter anderem die Abkehr von der Judenmission.
Viele Landeskirchen rezipierten die „Erste Studie“ in mitunter umfangreichen Lern- und Arbeitsprozessen und folgten mit ähnlichen Erklärungen und Änderungen ihrer landeskirchlichen Verfassungen, meist in den Präambeln. So in Baden, die reformierte Kirche in Nordwestdeutschland, Berlin-Brandenburg (Berlin West), Greifswald, Württemberg, Sachsen, Berlin-Brandenburg/Ost, Pfalz. Dazu auch die Kirchenleitung der VELKD, der Bund der Evangelischen Kirchen in der DDR und der Reformierte Bund.

### Zweite EKD-Studie 1991
Die Zweite EKD-Studie 1991 stellt fest, „dass sich seit 1975 die Art und Weise, in der innerhalb der EKD und ihrer Gliedkirchen mit den Fragen des Verhältnisses von Christen und Juden umgegangen wird, grundlegend verändert hat“, und zwar weg von einem unreflektierten Gebrauch traditioneller Theologie, die in der Regel in der Sache judenfeindlich war. Das neue Einverständnis bezieht sich auf die Absage an den Antisemitismus, das Eingeständnis christlicher Mitverantwortung und Schuld am Holocaust, die unlösbare Verbindung des christlichen Glaubens mit dem Judentum, die bleibende Erwählung Israels und die Bedeutung des Staates Israel.
Neu bedacht werden jetzt exegetische, hermeneutische und theologische Fragen, die sich bei einer (berechtigten oder unberechtigten) „judenfeindlichen“ Auslegungstradition einzelner Bibelstellen stellen. Das Leitwort, das zum theologischen Thema gemacht wird, ist „Volk Gottes“.

### Kundgebung der EKD-Synode „50 Jahre Erklärung von Weißensee“
Im Jahr 2000 kam die EKD-Synode wieder in Berlin-Weißensee zusammen und beschloss eine „Fortführung“ der Erklärung von 1950: „Nicht nur durch ‚Unterlassen und Schweigen‘ ist die Kirche schuldig geworden. Vielmehr ist sie durch die unheilvolle Tradition der Entfremdung und Feindschaft gegenüber den Juden hineinverflochten in die systematische Vernichtung des europäischen Judentums. Diese theologische Tradition hat nach 1945 Versuche einer Neubestimmung ihres Verhältnisses zum jüdischen Volk belastet und hinausgezögert.“. Vorausgegangen war ein ausführlicher Studienprozess.

### Dritte EKD-Studie 2000
Die dritte Studie kann auf einen breiten Rezeptionsprozess in den Landeskirchen zurückblicken. Das Einverständnis, das in der Studie II festgestellt wurde, hat auch in übrigen Landeskirchen eine breite Rezeption gefunden. Als Weiterführung und Schwerpunkt der Studie steht der „Bund“ im Mittelpunkt. Was leistet dieses Grundmodell für eine sachgemäße Zuordnung von Kirche und Judentum? Ein spezielles Problem ist die „Judenmission“. Erlaubt, ja gebietet die leidvolle und schuldbeladene Geschichte der Kirche in ihrem Verhältnis zum Judentum heute den Verzicht auf eine organisierte, gesonderte Judenmission? Im Blick auf die Spannungen zwischen dem Staat Israel und den Palästinensern stellt sich die Studie die Frage: Wie lässt sich die alttestamentliche Verheißung des Landes, die mit der Zusage des Bundes Gottes an Israel so eng verknüpft ist, verstehen – ohne dass daraus eine christliche Bestätigung von territorialen Ansprüchen jüdischer Gruppen oder eine religiöse Überhöhung des Staates Israel abgeleitet wird?
Ein weiterer Schwerpunkt ist die Frage nach Orientierungen im christlich-jüdischen Gespräch (Im Schatten von Auschwitz; Das Alte Testament als Schrift der Christen; Die Einheit der Bibel; Sachkritik am Neuen Testament?; Die Kapitel 9 bis 11 des Römerbriefs).

### Antizionistischer Artikel imDeutschen Pfarrerblatt8/2011
Der in der Monatszeitschrift des Verbands evangelischer Pfarrerinnen und Pfarrer in Deutschland e. V. im August 2011 publizierte Aufsatz „Vom Nationalgott Jahwe zum Herrn der Welt und aller Völker – Der Israel-Palästina-Konflikt und die Befreiung der Theologie“ des Theologen Jochen Vollmer löste heftige Reaktionen aus. Kritiker meinten, „[w]er wie Vollmer behaupte, die Besonderheit des jüdischen Volkes vertrage sich nicht mit staatlicher Verfasstheit, erhebe sich schließlich in unerträglicher Arroganz über die jüdischen Schwestern und Brüder.“ Das Pfarrerblatt verwies in seiner folgenden Ausgabe sowohl auf seine Rolle als „offenes und freies Forum“ als auch auf landeskirchliche und EKD-Synodenbeschlüsse, die der Ansicht Vollmers widersprechen.

### Gemeinschaft Evangelischer Kirchen in Europa
Die tiefe Verbindung zwischen Judentum und Christentum wird in vielen ökumenischen Dokumenten wie der Leuenberger Konkordie, dem Gründungsdokument der Leuenberger Kirchengemeinschaft oder der Charta Oecumenica betont und dabei unter Berufung auf die „unlösliche Verbundenheit mit Israel“ eine besondere Pflege der jüdisch-christlichen Beziehungen gefordert. Die jüdisch-christlichen Beziehungen seien in einem anderen Sinn zu verstehen als die Beziehungen des Christentums zu anderen Religionen. Allerdings wird auch deutlich gemacht, dass Judentum und Christentum nicht gleichzusetzen sind:
„Gegenüber einer unreflektierten Übernahme jüdischer Gebete oder anderer Teile der jüdischen (gottesdienstlichen) Tradition ist allerdings Zurückhaltung angebracht. Eine solche Übernahme steht in der Gefahr, die Austauschbarkeit von Glaubensaussagen vorzuspiegeln. Darüber hinaus kann eine solche Übernahme als mangelnde Achtung gegenüber dem jüdischen Selbstverständnis und Versuch einer substituierenden Aneignung der Traditionen Israels verstanden werden.“

### Die jüdische AntwortDabru Emet
Als Reaktion auf christliche Veränderung etwa landeskirchlicher Verfassungen hat eine Gruppe jüdischer Gelehrter die Stellungnahme Dabru Emet veröffentlicht. Nach einer Anerkennung von Gemeinsamkeiten und der These „Christen können den Anspruch des jüdischen Volkes auf das Land Israel respektieren“ heißt es in der 5. These:

„Der Nazismus war kein christliches Phänomen. Ohne die lange Geschichte des christlichen Antijudaismus und christlicher Gewalt gegen Juden hätte die nationalsozialistische Ideologie keinen Bestand finden und nicht verwirklicht werden können. Zu viele Christen waren an den Grausamkeiten der Nazis gegen die Juden beteiligt oder billigten sie. Andere Christen wiederum protestierten nicht genügend gegen diese Grausamkeiten. Dennoch war der Nationalsozialismus selbst kein zwangsläufiges Produkt des Christentums. Wäre den Nationalsozialisten die Vernichtung der Juden in vollem Umfang gelungen, hätte sich ihre mörderische Raserei weitaus unmittelbarer gegen die Christen gerichtet. Mit Dankbarkeit gedenken wir jener Christen, die während der nationalsozialistischen Herrschaft ihr Leben riskiert oder geopfert haben, um Juden zu retten. Dessen eingedenk unterstützen wir die Fortsetzung der jüngsten Anstrengungen in der christlichen Theologie, die Verachtung des Judentums und des jüdischen Volkes eindeutig zurückzuweisen. Wir preisen jene Christen, die diese Lehre der Verachtung ablehnen und klagen sie nicht der Sünden an, die ihre Vorfahren begingen.“

In der 7. These wird bemerkt:

„Wir respektieren das Christentum als einen Glauben, der innerhalb des Judentums entstand und nach wie vor wesentliche Kontakte zu ihm hat. Wir betrachten es nicht als eine Erweiterung des Judentums. Nur wenn wir unsere eigenen Traditionen pflegen, können wir in Aufrichtigkeit dieses Verhältnis weiterführen. Die 8. These fordert: Juden und Christen müssen sich gemeinsam für Gerechtigkeit und Frieden einsetzen.“

## Katholische Kirche
Nach 1945 dominierte in der Katholischen Kirche eine respektvolle Haltung gegenüber dem Judentum. Das beinhaltete aber keine Änderung bei der Vorstellung, dass die auf Jesus zurückgehende Kirche eine besondere Vollmacht hat, die es im Judentum nie gegeben hatte, auch nicht in der Zeit vor Jesus. So schrieb etwa Karl Rahner, dass „die Synagoge gar nicht dieselbe Vollmacht“ hatte, um unfehlbar z. B. von den Eigenschaften der Schrift reden zu können. Hier steht „Synagoge“ für die religiöse Führung des Judentums, und hier gelte: „Die Synagoge konnte von Gott abfallen. Sie konnte also das Nein zu Gott und seinem Christus zur amtlichen ‚Wahrheit‘ ihrer selbst machen und sich so als Gottes Stiftung für die Zukunft aufheben.“

### Das Zweite Vatikanische Konzil
Einzelne Kirchenvertreter äußerten sich auch nach 1945 unumwunden antisemitisch. Auf die Einladung an alle Bischöfe der Weltkirche, diejenigen Themen zu benennen, über die beim bevorstehenden Zweiten Vatikanischen Konzil beraten werden solle, nannte Geraldo de Proença Sigaud, Bischof von Jacarezinho (Brasilien), in seiner Antwort vom 22. August 1959 das „Internationale Judentum“:

„Die Kirche kann die Tatsachen der Vergangenheit und die klaren Aussagen des Internationalen Judentums nicht ignorieren. Seit Jahrhunderten verschwören sich die Führer dieses Judentums gegen den Katholizismus. Auf methodische Art und mit ewigem Hass bereiten sie die Zerstörung des Ordo Catholicus vor und errichten die jüdische Weltherrschaft. ... Die Begründer, Propagandisten, Organisatoren und Finanziers des Kommunismus sind Juden. Darum geht es. Das ist die Wirklichkeit. Sie also hassen? Nein! Aber Wachsamkeit, Klarheit und systematischer und methodischer Kampf im Widerstand gegen den systematischen und methodischen Kampf dieser «Feinde der Menschheit». Deren Geheimwaffe ist der «Sauerteig der Pharisäer, nämlich die Heuchelei».

Im lateinischen Original: Sed Ecclesia non potest ignorare facta praeterita et affirmationes claras Iudaismi Internationalis. Duces huius ludaismi a saeculis conspirant contra Nomen Catholicum, et modo methodico et odio immortali praeparant destructionem Ordinis Catholici et construunt Ordinem Imperii Mundialis Iudaici. ... Fundatores communismi sunt iudaei, propagatores, organizatores, financiatores. De eorum re agitur. Haec est realitas. Inde odium? non! Sed vigilantia, claritas, pugna systematica et methodica opponenda pugnae systematicae et methodicae huius «Inimici Hominis» cuius arma secreta est «Fermentum Pharisaeorum quod est hypocrisis».“

Das von Papst Johannes XXIII. einberufene Zweite Vatikanische Konzil beriet unter anderem auch über das Verhältnis zum Judentum, aus dem schließlich die am 28. Oktober 1965 verabschiedete Erklärung über das Verhältnis zu den nichtchristlichen Religionen Nostra Aetate hervorging. Das Konzil beklagte „alle Hassausbrüche, Verfolgungen und Manifestationen des Antisemitismus“, die aus religiösen Motiven erfolgten. Umstritten war unter katholische Theologen die Selbstbezeichnung der Kirche als das „neue Gottesvolk“, da diese so verstanden werden konnte, als sei die Erwählung des Volkes Israels Vergangenheit.
Um den Konzilsbeschlüssen und der erneuerten Situation gerecht zu werden, wurde ein neuer Codex Iuris Canonici ausgearbeitet, der am 25. Januar 1983 in Kraft trat. Alle antijudaistischen Tendenzen wurden darin gestrichen.
Während der Konzilsdebatten über die Erklärung Nostra Aetate wurde Johannes XXIII. fälschlicherweise ein Bußgebet zugeschrieben, das er 1963, drei Monate vor seinem Tod, formuliert haben sollte.

„Wir erkennen heute, daß viele Jahrhunderte der Blindheit unsere Augen verhüllt haben, so daß wir die Schönheit Deines auserwählten Volkes nicht mehr sehen und in seinem Gesicht nicht mehr die Züge unseres erstgeborenen Bruders wiedererkennen. Wir erkennen, daß ein Kainsmal auf unserer Stirn steht. Im Laufe der Jahrhunderte hat unser Bruder Abel in dem Blute gelegen, das wir vergossen, und er hat Tränen geweint, die wir verursacht haben, weil wir Deine Liebe vergaßen. Vergib uns den Fluch, den wir zu unrecht an den Namen der Juden hefteten. Vergib uns, daß wir Dich in ihrem Fleische zum zweitenmal ans Kreuz schlugen. Denn wir wußten nicht, was wir taten.“

Der Text wurde erstmals auf Englisch in einem 1965 unter dem Pseudonym F.E. Cartus veröffentlichten Artikel in der Zeitschrift Commentary dargeboten. Es gibt keinen Beleg dafür, dass er von Johannes XXIII. stammt. Auch inhaltliche Gründe sprechen dagegen. Wahrscheinlich stammt er von den irischen Jesuiten Malachi Martin. Obwohl Loris Francesco Capovilla, der Privatsekretär von Papst Johannes XXIII., unverzüglich klargestellt hatte, dass dieser das Gebet nicht verfasst hatte, verbreitete es sich rasch. Denn es drückte die Scham vieler Katholiken über das Versagen ihrer Kirche angesichts der Schoa aus.

### Nach dem Konzil
Die Gemeinsame Synode der deutschen Bistümer erklärte am 22. November 1975:

„Und wir waren in dieser Zeit des Nationalsozialismus, trotz beispielhaften Verhaltens einzelner Personen und Gruppen, aufs Ganze gesehen doch eine kirchliche Gemeinschaft, die zu sehr mit dem Rücken zum Schicksal dieses verfolgten jüdischen Volkes weiterlebte, deren Blick sich zu stark von der Bedrohung ihrer eigenen Institutionen fixieren ließ und die zu den an Juden und Judentum verübten Verbrechen geschwiegen hat. [...] Die praktische Redlichkeit unseres Erneuerungswillens hängt auch an dem Eingeständnis der Schuld und an der Bereitschaft, aus dieser Schuldgeschichte unseres Landes und auch unserer Kirche schmerzlich zu lernen.“

Am 16. März 1998 veröffentlichte die Vatikanische Kommission für die religiösen Beziehungen zum Judentum die Erklärung Unaussprechliche Tragödie. Diese benannte Fehler und Schuld einzelner Katholiken in Frageform, ohne diese zu konkretisieren, nicht aber ein Versagen der Kirche als Ganzes. Die Nürnberger Rassegesetze, das Novemberpogrom 1938 und die Deportationen der Juden blieben ebenso wie das damalige kirchliche Schweigen dazu unbenannt. Die Shoa wurde als „typisches Werk eines neuheidnischen Regimes“ dargestellt. Auf besondere Kritik, u. a. des Zentralkomitees der deutschen Katholiken, stieß der Satz:

„Sein Antisemitismus hatte seine Wurzeln außerhalb des Christentums und er zögerte nicht, sich bei der Verfolgung seiner Ziele der Kirche entgegenzustellen und ihre Mitglieder ebenfalls zu verfolgen.“

Am 12. März 2000 bat Papst Johannes Paul II. Gott wegen des Judenhasses um Verzeihung:

„Gott unserer Väter, du hast Abraham und seine Nachkommen auserwählt, deinen Namen zu den Völkern zu tragen. Wir sind zutiefst betrübt über das Verhalten aller, die im Laufe der Geschichte deine Söhne und Töchter leiden ließen. Wir bitten um Verzeihung und wollen uns dafür einsetzen, dass echte Brüderlichkeit herrsche mit dem Volk des Bundes.“

### 21. Jahrhundert
Belastet wurde der katholisch-jüdische Dialog, als Papst Benedikt XVI. am 5. Februar 2008 die lateinische Version der Karfreitagsfürbitte für die Juden neu formulierte, nachdem er der alten Messform eine breitere Erlaubnis erteilt hatte.
2013 gab die Österreichische Bischofskonferenz eine Erklärung „75 Jahre nach dem Novemberpogrom 1938“ heraus, in der sie bekennt, dass die Kirche „in ihrer damaligen Theologie ... [und] ... in der Liebe versagt“ hätte und für ein Klima mitverantwortlich gewesen sei, in dem der Antisemitismus gedeihen konnte.
Unter Papst Franziskus verzichtete die katholische Kirche im Dezember 2015 auf alle Versuche, Juden zur Konversion zum Christentum zu bewegen. Im November 2018 distanzierte sich auch der emeritierte Papst Benedikt XVI. ausdrücklich von der Judenmission. Selbige sei nicht vorgesehen und nicht nötig.

## Ökumene
Die Vernichtungsaktionen der Nationalsozialisten gegen Juden und die Erfahrungen mit der NS-Herrschaft führten auch in außerdeutschen Kirchen zum Umdenken im Blick auf das Judentum. Man erkannte die Verantwortung der Kirchen, in all ihren Aufgabenbereichen die christliche Judenfeindschaft abzulegen und aufzuarbeiten.
Dazu versammelte sich 1947 eine internationale Gruppe von Christen (Protestanten und Katholiken) und Juden in Seelisberg in der Schweiz. Sie formulierten 10 Punkte zu einem neuen Verhältnis von Juden und Christen fern von jeglichem Antijudaismus und Antisemitismus.
Der Ökumenische Rat der Kirchen bildete sich 1948 in Amsterdam. Seine erste Vollversammlung behandelte in der IV. Sektion das christliche Verhalten gegenüber den Juden. Sie hob die besondere Bedeutung des jüdischen Volkes für den christlichen Glauben hervor und machte klar, dass der Kampf gegen jeden Antisemitismus zum christlichen Zeugnis gehöre. Auch die Staatsgründung Israels wurde ausdrücklich anerkannt. Gleichwohl wurde diese nicht etwa freudig begrüßt, sondern gab Anlass zur Sorge: Das 'jüdische Problem' und der damit verbundene Antisemitismus werde durch den neuen Staat verkompliziert.
Bei der Zweiten Vollversammlung in Evanston 1954 zum Thema Christus – die Hoffnung für die Welt schlug der „Weisungsausschuss für Grundsatzfragen“ einen Passus zum Thema „Juden“ und „Israel“ vor:

„Die Offenbarung der Treue Gottes gegenüber Seinen Verheißungen wurde uns in Seinem Verhalten zu Israel geschenkt. In seiner ganzen langen Geschichte lernte dieses Volk die mächtige Hand Gottes in Taten der Befreiung und des Gerichtes erkennen und die Hoffnung auf ein Reich hegen, in dem Gottes Wille geschehen werde. Diese unzerstörbare und lebenspendende Hoffnung ist es, die der ganzen Geschichte Israels ihre Einheit gibt und sie zur Geschichte einer einzigen Pilgerfahrt macht.“

Damit wurde
- die ganze Geschichte des Judentums und seiner Reich-Gottes-Hoffnung als Offenbarung Gottes auch für Christen,
- der herkömmlichen christlichen Unterscheidung von Israel als Volk Gottes vor Christus und Judentum als überholter Religion nach Christus ein Riegel vorgeschoben,
- aber nicht von der Existenz des Staates Israel gesprochen; mit 'Israel' war nur das jüdische Volk als heilsgeschichtliche Größe gemeint.[31]

Trotzdem kam es wegen der Erwähnung des Begriffs 'Israel' zum Eklat. Die Opposition gegen den Passus war so heftig, dass eine Mehrheit beschloss, bis auf weiteres jeden Hinweis auf Israel fallen zu lassen. Auch ein Minderheitsvotum zeigte das ungebrochene christliche Besitzdenken, das Israel seiner Hoffnung beraubt und diese nur noch in der Taufe sah:

„Unsere Hoffnung auf den kommenden Sieg Christi schließt unsere Hoffnung für Israel und den Sieg über die Blindheit seines eigenen Volkes ein. Jesus Christus erwarten heißt die Bekehrung des jüdischen Volkes erwarten...“

Die dritte Vollversammlung in Neu-Delhi 1961 stand unter dem Motto Jesus Christus das Licht der Welt. Sie erneuerte die Absage an den Antisemitismus von 1948 mit dem Zusatz:

„In der christlichen Unterweisung sollten die geschichtlichen Tatsachen, die zur Kreuzigung Jesu Christi führten, nicht so dargestellt werden, dass sie dem jüdischen Volk von heute eine Verantwortung auferlegen [...]. Juden waren die ersten, die Jesus annahmen, und Juden sind nicht die einzigen, die ihn noch nicht anerkennen.“

Darüber konnte eine neue Kontroverse nur mit Mühe verhindert werden. Dies gelang dem Delegierten John C. Bennett (USA). Er warnte, eine bloß allgemeine Distanzierung vom Antisemitismus sei verheerend für die Kirchen. Denn dieser sei auch eine Folge des Missbrauchs kirchlicher Unterweisung und christlicher Symbole für eine jahrhundertelange religiöse Feindschaft. Er wies darauf hin, dass Papst Johannes XXIII. deshalb einige antijüdische Sätze aus der Karfreitagsliturgie gestrichen hatte.
Zur Vorbereitung der vierten Weltkonferenz des ÖRK legte die Kommission Faith and Order in Bristol 1967 einen Bericht Die Kirche und das jüdische Volk vor. Dieser forderte eine umfassende Reflexion darüber,
1. was die Fortexistenz des Judentums für den christlichen Glauben bedeute,
2. auf welche Weise Christen gegenüber Juden ihren Glauben bezeugen sollten.

## Jüdisch-christlicher Dialog
Die über 80 Gesellschaften für Christlich-Jüdische Zusammenarbeit mit ca. 20.000 Mitgliedern und ihr Dachverband, der Deutsche Koordinierungsrat der Gesellschaften für christlich-jüdische Zusammenarbeit, entstanden in Deutschland nach Nationalsozialismus und Holocaust, setzen sich für die Aussöhnung zwischen jüdischen und nichtjüdischen Deutschen, Verständigung zwischen Christen und Juden und ein friedliches Zusammenleben von Völkern und Religionen sowie gegen Antisemitismus und Rechtsradikalismus ein. Seit ihrer Gründung haben sowohl die Einzelgesellschaften als auch ihr Dachverband jeweils eine/n jüdische/n, eine/n evangelische/n sowie eine/n katholische/n Vorsitzende/n. Der Deutsche Koordinierungsrat ist die größte Vereinigung unter den 32 Mitgliedern des Internationalen Rats der Christen und Juden (ICCJ).
2006 legten 52 deutschsprachige Bibelwissenschaftler mit der Bibel in gerechter Sprache eine Neuübersetzung vor. Eines der ausdrücklichen Ziele war es, Erkenntnisse des jüdisch-christlichen Dialogs zu berücksichtigen. Zum Beirat gehörte auch der jüdische Erziehungswissenschaftler Micha Brumlik. Es sollte deutlich werden, dass Jesus und die biblischen Apostelinnen und Apostel sich als Mitglieder der jüdischen Gemeinschaft verstanden, in der sie zwar kritische Akzente setzten, von der sie sich aber nicht – wie die spätere Kirche – grundsätzlich abgrenzten. So werden beispielsweise die Antithesen der Bergpredigt (Mt 5,21–48 ) nicht mehr mit dem abgrenzenden „Ich aber sage euch“, sondern im Sinne rabbinischer Auslegungspraxis als „Ich lege euch das heute so aus“ übersetzt.
Zum 1. August 2010 wurde Alfred Bodenheimer, Professor der Jüdischen Studien, turnusgemäß zum Dekan der Theologischen Fakultät Basel ernannt. Damit leitet zum ersten Mal in Europa ein Jude eine christliche theologische Fakultät. Bodenheimer sieht dies als Zeichen für die volle Anerkennung seines Fachs und Signal für die kulturelle Gleichberechtigung des Judentums. Die christliche Leitkultur sei nicht mehr bestimmend für dessen wissenschaftliche und gesellschaftliche Wahrnehmung.
Zu den Organisationen des christlich-islamischen Dialogs in Deutschland zählen auch die jeweiligen Gesellschaften für Christlich-Jüdische Zusammenarbeit in Frankfurt am Main, Kassel, Köln, München und Stuttgart.